# Lijst van personen uit Calgary
Deze lijst van personen uit Calgary betreft bekende personen die in de Canadese stad Calgary zijn geboren, hebben gewoond of wonen.

## Geboren in Calgary

### 1900–1949
- Doris McCarthy (1910-2010), kunstschilderes en autobiografe
- Peter Lougheed (1928-2012), politicus, premier van Alberta
- Ralph Klein (1942), politicus en premier van Alberta

### 1950–1959
- Lance Kinsley (1954), acteur
- James Gosling (1955), software-ontwikkelaar
- Bret Hart (1957), worstelaar

### 1960–1969
- Todd McFarlane (1961), comictekenaar en -uitgever
- Rhonda Sing (1961–2001), professioneel worstelaarster
- Owen Hart (1965–1999), worstelaar
- Mark Tewksbury (1968), zwemmer en olympisch kampioen (1992)

### 1970–1979

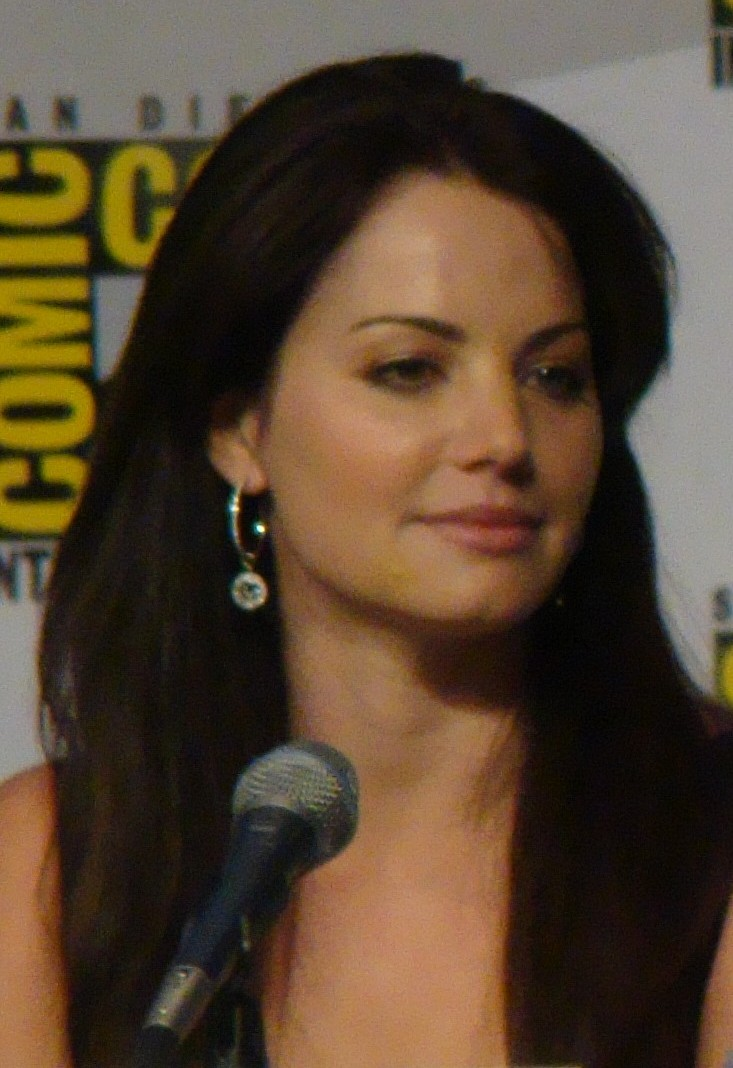
Actrice Erica Durance (1978)

- Ted Cruz (1970), Amerikaans senator voor Texas
- Bruce Horak (1974), acteur
- Brennan Elliott (1975), acteur
- Chad VanGaalen (1977), muzikant en illustrator
- Jamie Salé (1977), kunstschaatsster
- Erica Durance (1978), actrice
- Esi Edugyan (1978), schrijver
- Pierre Poilievre (1979), politicus

### 1980–1989
- Kevin McKenna (1980), voetballer
- Tegan and Sara (1980), zangduo

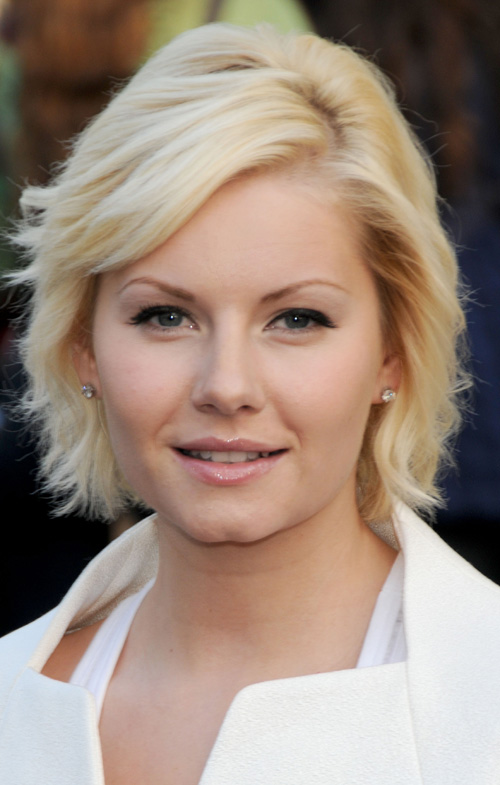
Actrice Elisha Cuthbert (1982)

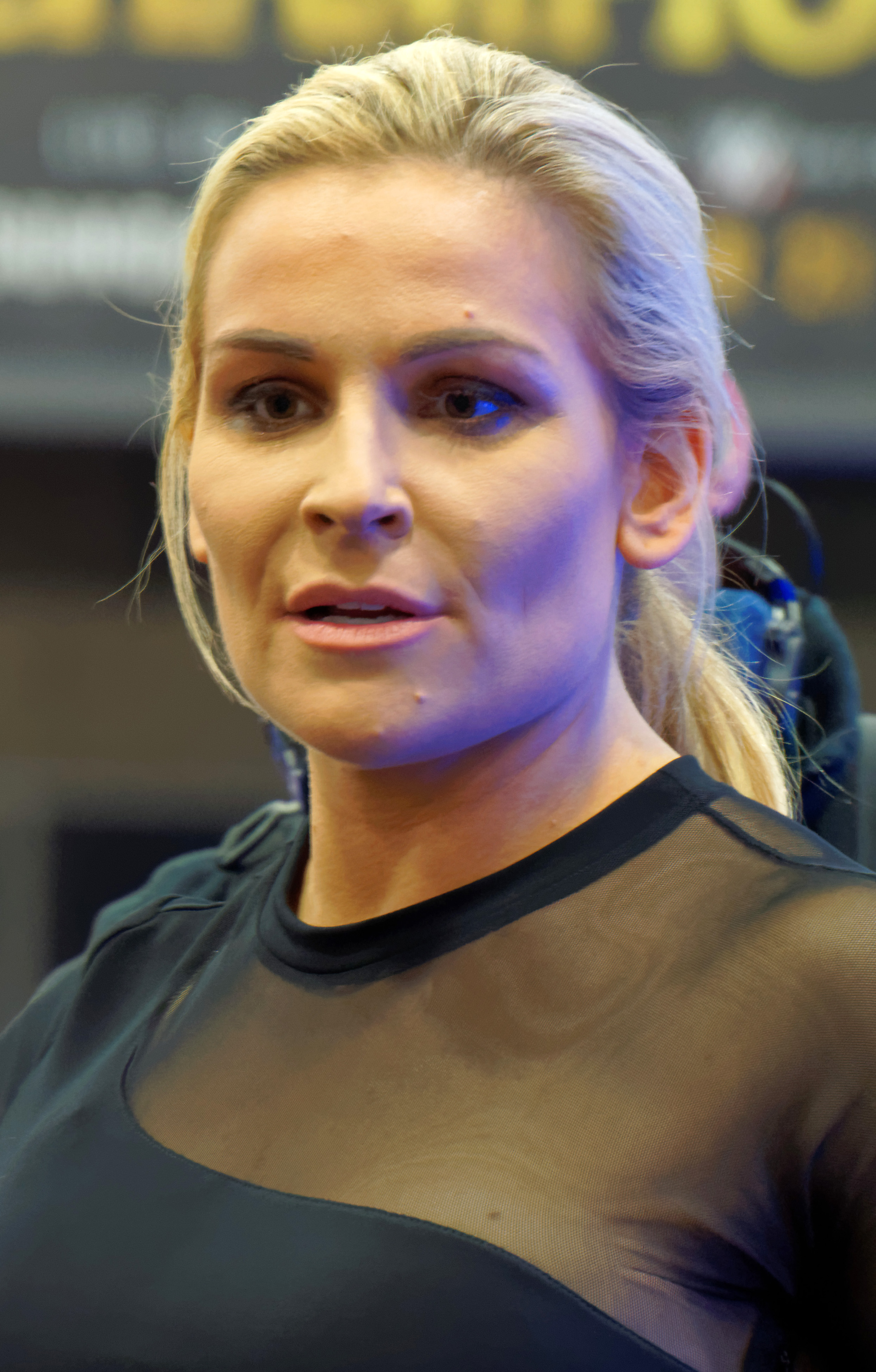
Worstelaarster Nattie Neidhart (1982)

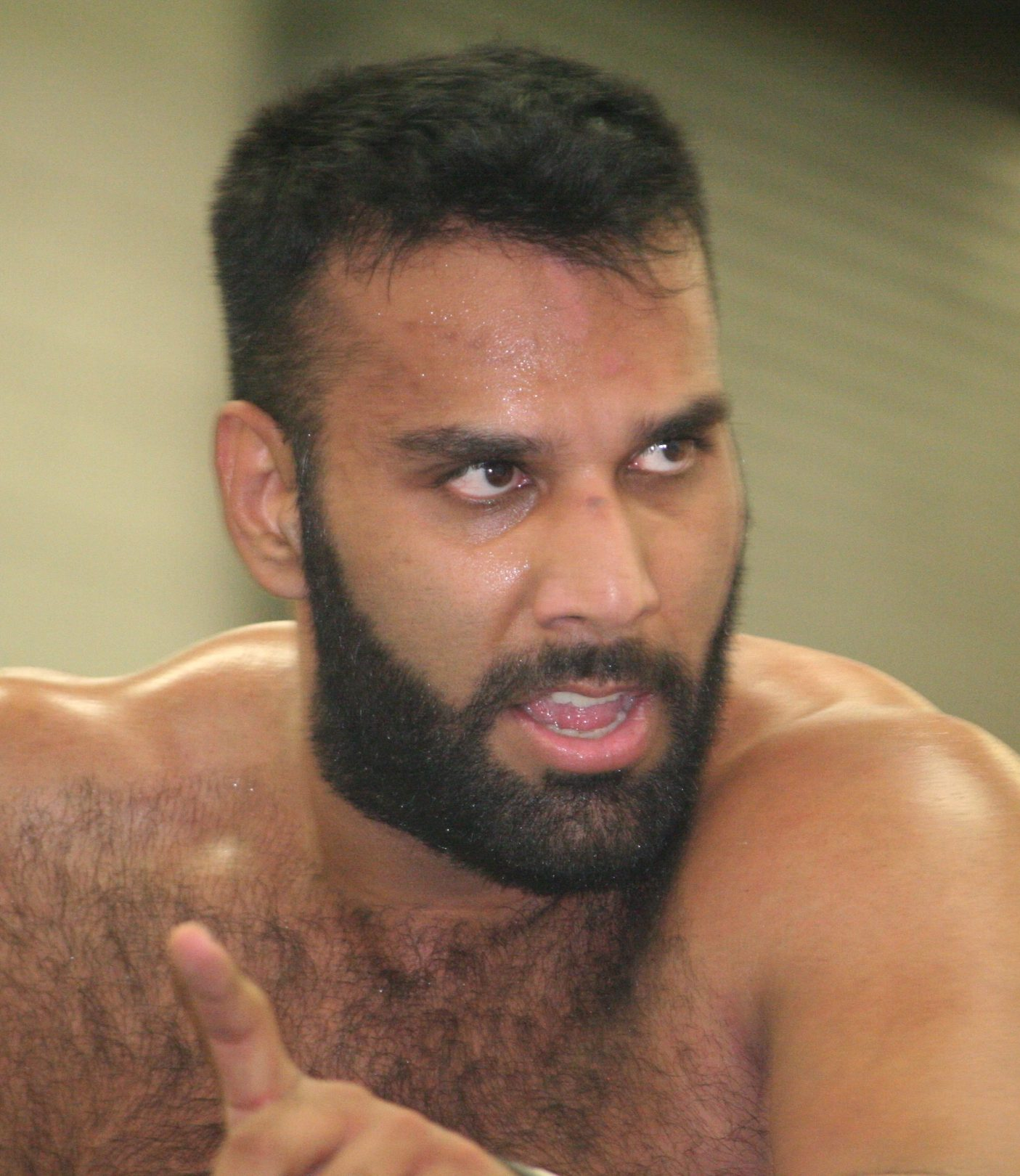
Worstelaar Yuvraj Dhesi (1986)

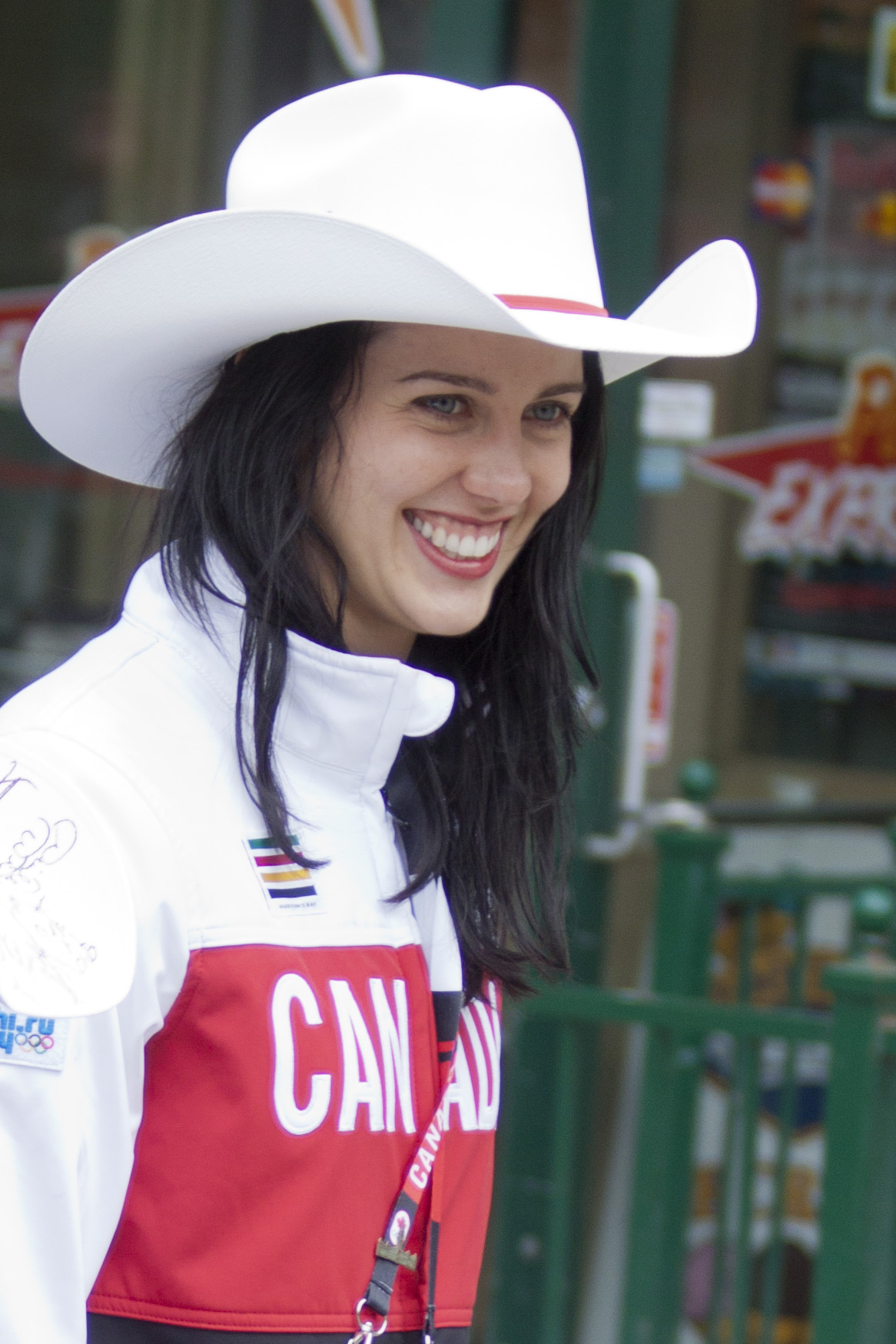
Freestyleskiester Rosalind Groenewoud (1989)

- Theodore James Wilson (1980), professioneel worstelaar
- Owen Hargreaves (1981), Engelse voetballer
- Cory Monteith (1982–2013), acteur
- Elisha Cuthbert (1982), actrice
- Nattie Neidhart (1982), professioneel worstelaarster
- Warren Shouldice (1983), freestyleskiër
- John Kucera (1984), alpineskiër
- Kaillie Humphries (1985), bobsleeër
- Harry Smith (1985), professioneel worstelaar
- Nathan Smith (1985), biatleet
- Yuvraj Dhesi (1986), worstelaar
- Brady Leman (1986), freestyleskiër
- Alex Gough (1987), rodelaarster
- Justin Dorey (1988), freestyleskiër
- Yvonne Chapman (1988), actrice
- Jason Block (1989), zwemmer
- Anastasia Bucsis (1989), langebaanschaatsster
- Rosalind Groenewoud (1989), freestyleskiester
- Kiesza (1989), singer-songwriter
- Christopher Robanske (1989), snowboarder
- Monique Sullivan (1989), baanwielrenster

### 1990–1999
- Kaylin Irvine (1990), langebaanschaatsster
- Gilmore Junio (1990), langebaanschaatser
- Tesho Akindele (1992), voetballer
- Noah Bowman (1992), freestyleskiër
- Cassie Sharpe (1992), freestyleskiester
- Brianne Tutt (1992), schaatsster
- Yuri Kisil (1995), zwemmer
- Darcy Sharpe (1996), snowboarder
- Brendan Mackay (1997), freestyleskiër
- Mark Hendrickson (1998), freestyleskiër

### Vanaf 2000
- Abigail Strate (2001), schansspringster
- Tate McRae (2003), zangeres, songwriter, danseres
- Alexandria Loutitt (2004), schansspringster

## Overleden in Calgary (elders geboren)
- Stu Hart (1915–2003), worstelaar